# 爪

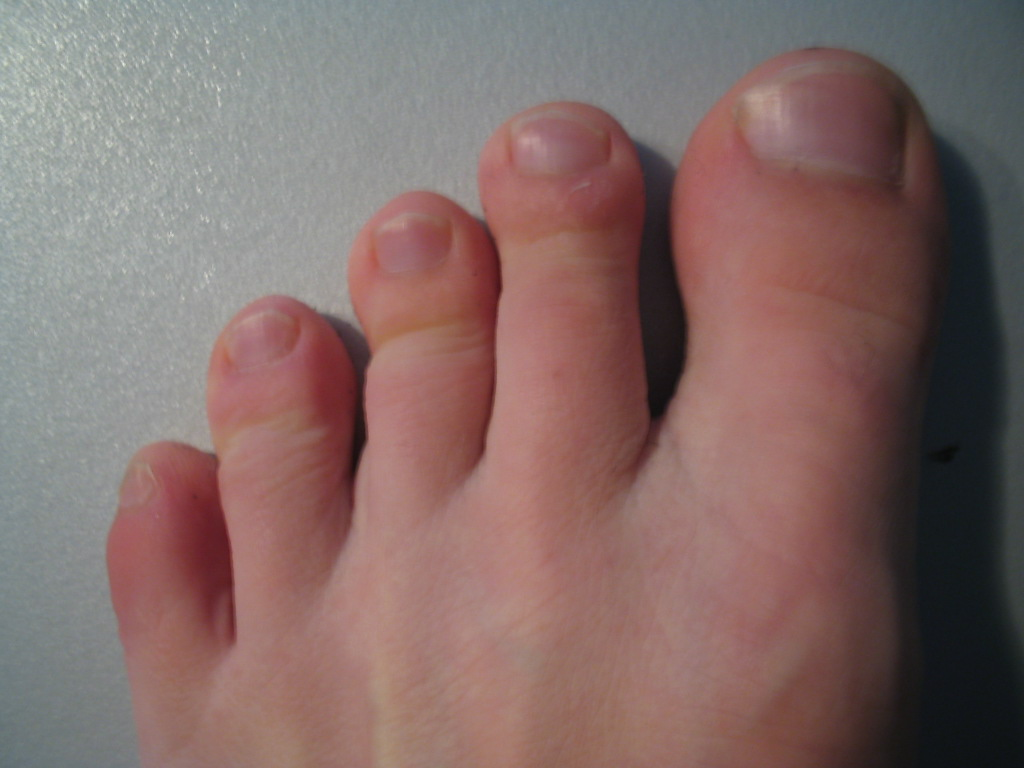
左足の爪

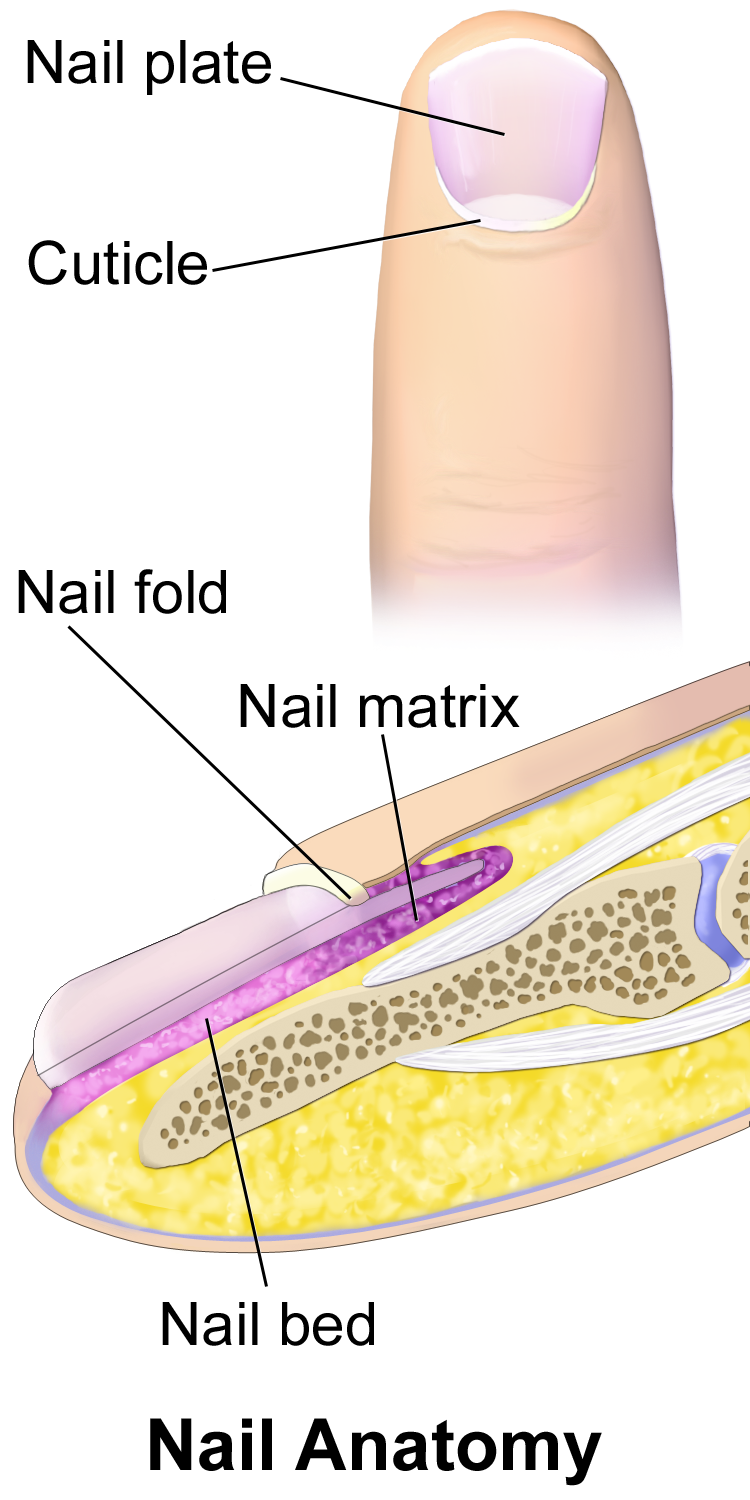
人間の爪の構造

爪（つめ）は、有羊膜類の指の先端の背面にある、表皮の角質が変化・硬化して出来た皮膚の付属器官。
体毛や歯と同じく、鱗から派生した相同器官である。哺乳類では種によって特化している。ここでは、主にヒトの爪について説明する。他の動物の爪については扁爪・鉤爪・蹄を参照のこと。
表皮から変化して出来た点においては、爪と毛を総じて「角質器」とも呼ぶ。爪が指先を保護するおかげで、手足の動作において指先に力を加えたりうまく歩いたりできるなど、爪は動物にとって重要な役割を果たしている。爪の下部には毛細血管が集中しており、爪は血液の健康状態に影響されやすい。

## 組織としての爪
爪は、主にタンパク質の一種であるケラチンから構成されている。含水量は12%〜16%、脂肪量は0.15%〜0.75%程度である。その水分量は外界の環境に左右され、冬の季節等の乾燥期には、硬く脆くなる。環境による爪の水分の変動は、要因によって5%〜24%まで変動する。例えば、爪が化学薬品（マニキュアを含む）等に接触し、脱脂・脱水状態に継続的に晒されると水分量を失い、表面が荒れて極端に脆く割れやすくなることがある。
爪は、病気や外傷により欠損することがある。爪母が大きく損傷されると爪は欠損するが、損傷が小さければ欠損しない。人間の成人の手の爪は一日に約0.1mm、足では約半分の速度で伸びる。ただし、一般的に成長速度は新陳代謝の早い若年ほど早く、夜より昼、冬より温かい夏の方が代謝がいいので早く伸びる。高齢者でも速度は遅くなるが一生伸び続ける。人間の手の爪が完全に再生するには半年から1年、足の爪は倍必要となる。
利き手の爪は、もう片手の爪より伸びるのが早い（相当早いというわけではない）。理由については、利き手の方が日常的に多用されることからそうでない方に比べて血流が良く、爪の新陳代謝も盛んになるなどの説がある。

## 生物学における爪
爪は、指先に一番近い関節から少し先の辺りから生えている。爬虫類と鳥類ではそのほぼ全てが円錐状で、鉤爪のように下に湾曲している。哺乳類では、その構造と役割から扁爪（平爪）・鉤爪・蹄の3種類に分けられる。ヒトとサルにおいては平爪に進化し、物を掴んだり操作したりする能力を獲得することになった。さらにまた、硬い爪のおかげで物を識別する能力や挟む能力なども飛躍的に発達した。爪は、相手への攻撃や自分への防御に役立つ。
爪は、細菌やアレルゲンなどを移動・伝播させる。爪で掻くと掻痒感を和らげる一方、掻きすぎると湿疹などの皮膚症状を悪化させることがある。これらは、外側の硬い爪板（そうばん）と内側の柔らかい爪蹠（そうしょ。爪床とも）の二重構造になっている。扁爪は指先にある指趾骨（末節骨）を覆わず、爪蹠は先端部に残しているだけである。鉤爪は指趾骨の前半分を覆うような構造になっており、前後左右が厚みを帯びたまま湾曲して先端は尖っている。蹄は、爪板と爪蹠で指趾骨を円筒状に完全に覆い尽くしている。

## 爪の構造

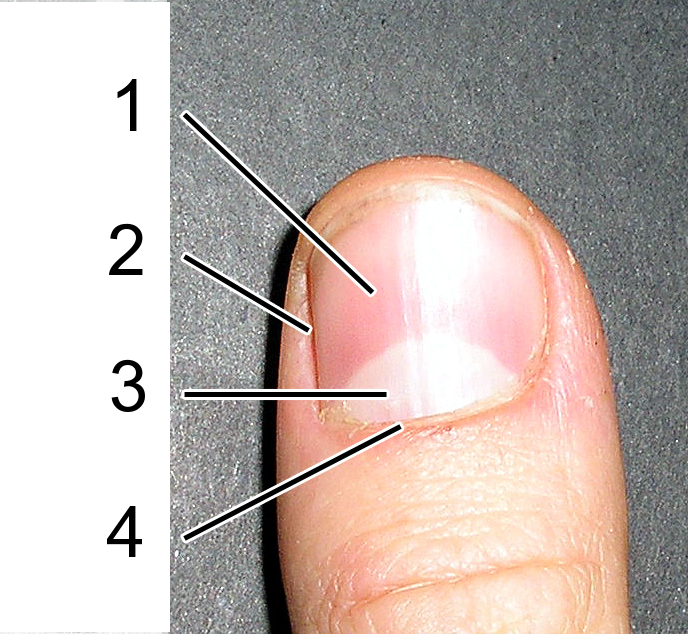
1.爪甲
2.爪溝
3.爪半月
4.爪上皮

外の部分に露出している部分を「爪甲」（そうこう）、皮膚に隠れている部分を「爪根」（そうこん）という。常に指先へと成長し、押し上げられている。指先の先端部分では、爪甲はその下部の爪床と剥離し、指先から爪が突出する。
爪根には「爪母基」（そうぼき）という部分があり、新しい爪はここで作られる。爪と接触している部分としては爪甲を乗せている皮膚は「爪床」（そうしょう）と呼ばれ、表皮が無く（空気に触れることによって表皮化する）真皮以下は他の皮膚と構造は同じになっている。爪甲の両側を囲んでいる指の皮膚は「爪郭」（そうかく）という。さらに、爪根を覆っている皮膚を「後爪郭」と言い、この部分からわずかに爪甲に覆うようにある半透明の皮膚角質を「爪上皮」（そうじょうひ、あるいは上爪皮、いわゆる「甘皮（あまかわ）」のこと）という。
爪の根元部分は皮膚に隠れている。爪の根元に乳白色の半月形状の部分が見えるが、これは爪半月またはルヌーラ（lunula："小さな半月"の意）といい、完全には角化していない新しい爪である。この部分より先は薄い肉色であるが、これは爪床内の血管が爪に透けて見えるためであるので、押すと色が抜ける。

## 爪の健康
健康な爪は薄いピンク色をしており、表面も滑らかである。しかし、身体が貧血の時には爪下の色は赤みが減少し、爪は血色が悪くなり青白く見える。体調が悪いときなど、この爪の色がピンク色で、額などで計る体温が暖かければとりあえず大事ではないなどのように、緊急度の評価法の一助ともなる。また、爪を押して白くなったところが再循環によりピンク色に戻ることを確認できれば、心臓は通常どおり循環をつかさどっていることが分かる。したがって、病院での受診時や手術の前にネイルアートなどをするのは望ましくない。慢性の腎臓病では爪は白くなる。
また、爪の硬さは均等ではない。爪床に接している部分が一番硬く、先端へ伸びるほど割れやすくなる。一旦根元から伸びた爪は、損傷を受ければ二度と回復しない。しかし、爪母基が残っていれば再生はする。
爪の健康を保つには、表面・裏面ともに油性のクリームなどを塗り込む程度の手入れでも、保護には充分効果があるとされる。

### 爪の健康に良い栄養素
前述のとおり、爪は主にケラチンで構成されているため、健康維持には良質のタンパク質を食事で採るのが有効である。その他にビタミンA、ビタミンB、ビタミンDも必要である。

### 爪の変型と病気
爪を見れば健康が分かると言われるほど、爪は健康状態を敏感に反映させる。爪の変型や変色は、全身性の病気で爪の健康的な成長が阻害されたためか、爪の根元に障害が起きたためである。病気や疾患のために生じた異常ならば、その原因でもある病気を治療・根治しなければ爪も元通りにはならない。
外傷で変色・変形した爪は、原因が治れば爪の新陳代謝によってやがて消失する。
- 爪の深い横シワや横溝
- 爪の縦ジワ
- 割れ爪:爪甲縦裂症（英語版）(爪裂症)
- 陥入爪
- 巻き爪
- ばち指
- スプーン爪（英語版）
- 鉤彎爪（英語版）
- 爪甲剥離症（二枚爪）
- 爪甲脱落症（英語版）
- 外傷
- 爪囲炎
- 爪の乾癬
- 爪甲白癬（爪の水虫）
- 爪郭の血管拡張・点状出血（皮膚筋炎/強皮症）
- テリー爪（英語版）
- ミュルケ線（英語版）
- ミーズ線(線条爪甲白斑症)
- Beau's lines（英語版）(内因性爪甲横溝)[4]

色
- 爪白斑
- 爪甲色素線条（英語版）(黒爪症)
- 爪下血腫（英語版）(ランナー黒爪) - 継続的に指先に力が加わったために起きる内出血。
- 黄色爪症候群
- グリーンネイル（英語版）

周囲
- 化膿性爪囲炎（英語版）(en、瘭疽)

## 爪の手入れ

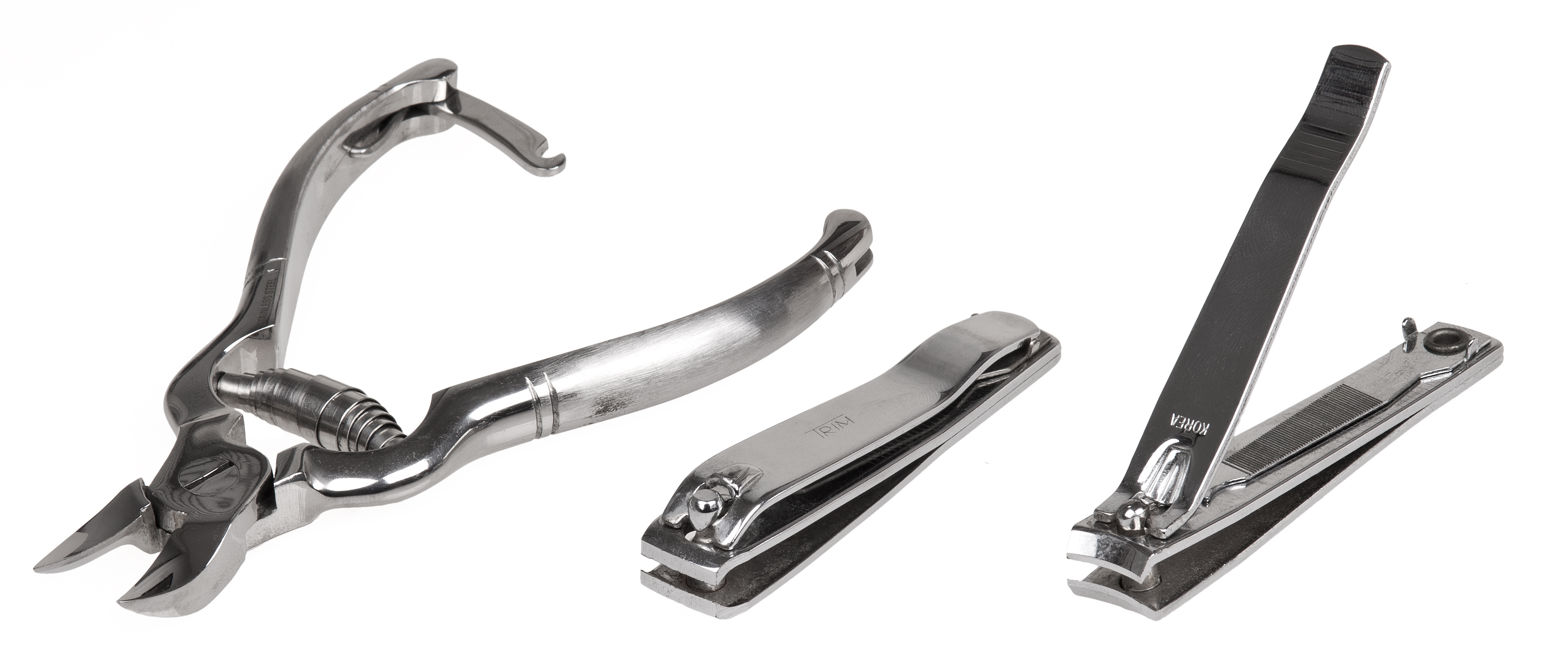
様々な爪切り

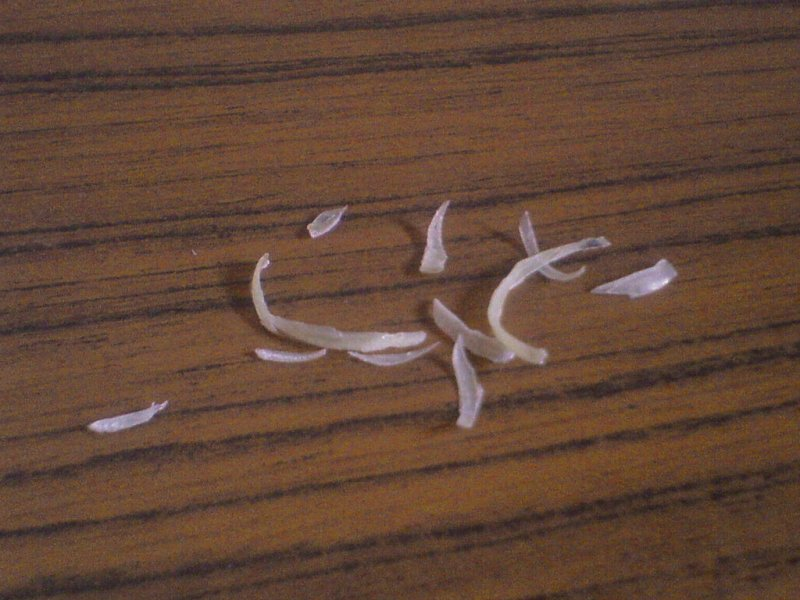
爪切りで切った後の人の爪

伸びすぎると怪我や爪が割れやすくなるため、爪切りで短く整える。ただし、皮膚の近くからその先まで切ってしまうと深爪という怪我をした状態となる。
爪を手入れする目的で、爪に塗る油・クリーム・マニキュアなど、爪の化粧品が各種存在する。また、爪洗浄ブラシ、甘皮押し、爪切りおよび爪やすり等の道具で爪の形状を整える。

## 美容文化としての爪
古代エジプトの時代からマニキュアが行われていた。足に行うマニュキュアをペディキュアという。
20世紀後半から、アメリカからの美容の流行で女性向けの装飾目的の人工爪が世界的に広まっている。これは爪の本来の機能の代用ではなく、自然の爪の拡張となる物である。その方法には、自爪の上にフォームを形成し、ネイルチップ(付け爪)を貼り付ける2つの主な段階がある。フォームにはアクリル系接着剤や、紫外線硬化型の接着剤が用いられる。また、簡単に自爪に接着できる柔軟性がある安価な樹脂製のチップもある。人工爪は、様々な色彩の製品があり、光沢等の効果を表現する事も可能である。
上記の人工爪による装飾や美容技術は「ネイルアート」と総称されている。人工爪ではなく、マニキュア等の化粧品で自爪に塗装をする事も「ネイルアート」と呼ばれる。顧客の爪にネイルアートの施術を行う美容の職業はネイリスト、店舗はネイルサロンと呼ばれ、ネイリストは爪への基本的な手入れも施す（爪の手入れに付いては下記に述べる）。ネイルサロンではネイリストが従業員として雇われる他、ネイリストがサロンの主宰や開業を行う例もある。
1998年頃から、爪に絵柄を施すネイルアートが日本では定着している。幾つかの女性向けファッション雑誌では季節毎にネイルアート特集の美容記事が掲載される事がある。人気を博すネイリストやネイルサロン、専属モデルや読者モデルがネイルアートの紹介をする他、ネイリスト自身が誌面に登場する事もある。
2003年に、爪に高解像度の印刷を行うインクジェットプリンター機のNailJet Proが発売された。アジアの幾つかの地域では、更に大きなネイルアートプリンタが若者の集まる場所に設置されている。
手先を気遣う職業の手品師や歯科医師、ギタリスト等の男性が爪の手入れにネイルサロンを訪れる事例も最近は見られ、顧客の裾野を拡げている。また、世界的に有名なサッカー選手のベッカムがサロンで爪を短く整え塗装している事を報じられ、将来的には男性の装いとして発展する可能性も窺える（この例ではないが爪に関連する事柄には、アジアでは土俗的に高齢男性が手の小指の爪を伸ばす事がある。また、ギター奏者もギターの弦に合わせて爪を伸ばす）。

## 文化

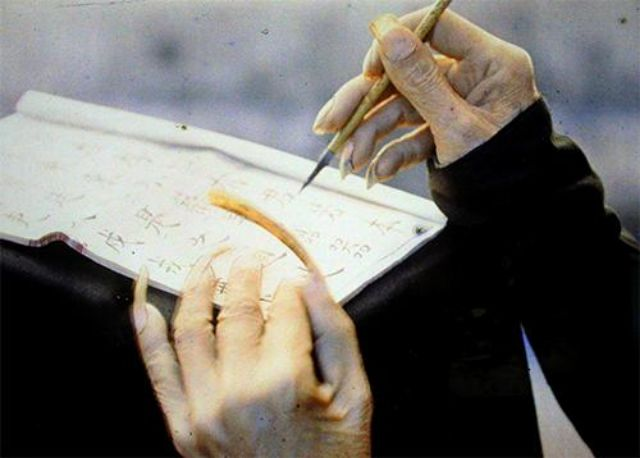
ベトナムの儒学者の爪。長い爪は手仕事をしていないことを示す。ハノイ、1910年代

### 風習
- 夜に爪を切る

日本では、『夜に爪を切ると親の死に目に会えない』という有名な迷信（俗信）がある。「夜爪」は「世を詰める」に通じるところから忌避されたとの説のほか、夜に爪を切ると暗くて怪我しやすいからなどの諸説があり、はっきりとしていない。
日本の昔の民家では夜の明かりは火なので、囲炉裏端などで爪を切ると、切った爪が火に飛び込んで燃える臭いが火葬を連想させたために忌んだという説もある。
- 人日、七草爪、1月7日

新年になって初めて爪を切る日

### 爪に関連することわざ・慣用句
- （能ある鷹は）爪を隠す - 才能をひけらかさない。
  - 上手の鷹が爪を隠す - 上に同じ。
  - 能ある猫は爪を隠す - 上に同じ。
- 瓜に爪あり爪に爪なし - 字形の違いを説明した語。
- 爪に火を灯す - 極端な倹約。
- 爪の垢ほど - 極めて量の少ないことの喩え。
- 爪で拾って箕（み）で零（こぼ）す - 苦労して蓄えた物を一度に浪費する。
- 爪の垢を煎じて飲む - 優れた人にあやかる。
- 苦髪楽爪（くがみらくづめ） - 苦労すると髪が、楽をすると爪が早く伸びる。
- 苦爪楽髪（くづめらくはつ） - 苦労しているときは爪が、楽をしているときは髪が早く伸びる。苦髪楽爪の逆。
- 爪が伸びる - 欲が深いこと。
- 爪の長い - 上に同じ。
- 爪を研ぐ - 準備する。
- 爪弾く（つまびく） - 弦楽器（三味線、ギターなど）を指先ではじいて演奏する。
- 小爪を拾う - 言葉尻をとらえる。
- しかつめ（鹿爪）らしい - もっともらしい。
- 一文銭で生爪剥がす- わずかな利益のために爪を剥がすことも厭わない。大変な倹約家のたとえ。

### 派生的表現
爪のような形状の道具や機械部品も爪と呼ばれることがある。
- 箏爪 - 箏の演奏に用いられる。
- 雁爪 - 農作業で草取りの際に用いられる道具。
- 耕耘爪 - トラクターや耕耘機で耕耘の際に用いられる機械部品。
- 植付爪 - 田植機で田植えの際に用いられる機械部品。
- 爪 - CD、DVD - ケース内のディスクを固定する突起を「爪」、ディスクの孔を「中心孔」という。また、カセットテープ・ビデオテープを上書き記録ができない様にする突起も「爪」といい、その突起を折る行為を「爪を折る」という。
- アイアンクロー - 鉄の爪、フリッツ・フォン・エリックの必殺技。
- 鷹の爪 - トウガラシの一種（名称は外観に由来）。唐辛子#名称も参照。
- 爪楊枝

### 英語
英語では釘も意味する Nail という単語が使われる。そのほかに、捕まえるという意味だったり、うまくやった、打撃するなどの動詞でも使われるが、釘からのイメージの物が多い。また人名でも使われるネイル (名)、ネイル (姓)の先祖も、大工だったり釘を売っていた人、釘製造業から来ている。
古英語では、釘はnegel、爪の方はnæglで元は別々に使い分けていた。